# Brownwood
Brownwood város az USA Texas államában. Lakosainak száma 18 862 fő (2020. április 1.).

## Népesség
A település népességének változása:

| 2010 | 19 288 |
| 2020 | 18 862 |